# Todor Pavlov
Todor Pavlov, bolgarski filozof, predavatelj in akademik, * 14. februar 1890, † 8. maj 1977.
Pavlov je deloval kot profesor filozofije dialektičnega materializma in marksistične estetike na Univerzi v Sofiji in bil poleg drugih političnih funkcij v letih 1947 do 1962 predsednik Bolgaske akademije znanosti ter dopisni član Slovenske akademije znanosti in umetnosti (od 7. novembra 1947 do 1948/9).